# Templo de Santo Domingo (República Dominicana)
El Templo de Santo Domingo, República Dominicana, es uno de los templos construidos y operados por la Iglesia de Jesucristo de los Santos de los Últimos Días, el número 99 construido por la iglesia y el único construido en las Islas del Caribe, ubicado en Los Robles, al sur de Santo Domingo, la capital de la República Dominicana.
El templo lo acompaña uno de los Centros de Capacitación Misional de la iglesia que cerró a fines de 2018.

## Historia
El primer grupo de misioneros de la Iglesia de Jesucristo de los Santos de los Últimos Días en las islas del Caribe llegó a Jamaica en 1841, pero su estancia fue breve. En 1853, un nuevo grupo de misioneros fue enviado a Jamaica. Encontraron un considerable antagonismo y se quedaron tan sólo seis semanas. No fue sino hasta finales de los años 1960 que un par de familias llegaron a Jamaica y establecieron una pequeña congregación.
La Iglesia de Jesucristo de los Santos de los Últimos Días comenzó en la República Dominicana con la llegada el 9 de junio de 1978, de una familia de fieles dominicanos bautizados en los Estados Unidos. Su llegada coincidió con el anuncio de la Primera Presidencia de que todos los hombres dignos podrían celebrar el sacerdocio. Para cuando se creó la primera misión en la isla en 1981, la afiliación era de 2.500 bautizados. En 1986 se creó la primera estaca en la República Dominicana, el número de miembros entonces había llegado a 11.000.

## Construcción
Los planes para la construcción del templo en Santo Domingo se anunciaron públicamente el 16 de noviembre de 1993, haciéndolo el único templo mormón de las islas del Caribe. Antes del anuncio público, la iglesia en la República Dominicana compró un terreno adecuado, un lote de 6.3 hectáreas cubierto con árboles en una elevación en la parte oeste de Santo Domingo junto a un parque para el Conservatorio Nacional de Música que tiene una impresionante vista del océano. La ceremonia de la primera palada tuvo lugar el 18 de agosto de 1996 presidida por el apóstol mormón hispanohablante Richard G. Scott, asistiendo a ella unas 4 mil personas. Antes de la construcción del templo en Santo Domingo, los fieles SUD se desplazaban hasta el templo de Lima o de la Ciudad de Guatemala para participar en sus ceremonias religiosas.

## Dedicación
El templo de Santo Domingo fue dedicado para sus actividades eclesiásticas en cuatro sesiones el 17 de septiembre de 2000, por el entonces presidente de la iglesia Gordon B. Hinckley. Con anterioridad a ello, del 26 de agosto al 9 de septiembre de ese mismo año, la iglesia permitió un recorrido público de las instalaciones y del interior del templo al que asistieron unos 40.000 visitantes. Unos 20.000 miembros de la iglesia e invitados asistieron a la ceremonia de dedicación, que incluye una oración dedicatoria.
Desde el anuncio oficial hasta la dedicación del edificio trasncurrieron 6 años y 10 meses, en contraste con los templos de Los Ángeles, Guayaquil y Bogotá que duraron 19, 17 y 15 años respectivamente.

## Características
El templo de Santo Domingo tiene un total de 6.225 metros cuadrados de construcción, contando con cuatro salones para dichas ordenanzas SUD y cuatro salones de sellamientos matrimoniales. 
El templo de Santo Domingo es utilizado por miembros repartidos en congregaciones afiliadas a la iglesia en la República Dominicana y en las islas del Caribe que no cuentan con un templo más cercano. Para abril de 2020, el distrito del templo contaba con 27 estacas y 14 distritos con sede en la República Dominicana, Puerto Rico, Trinidad y Tobago, Barbados, Cuba, Aruba, San Vicente y las Granadinas y Guadalupe. En enero de 2023 se dedicó el templo de San Juan (Puerto Rico) que absorbe algunas de las islas cercanas. Las unidades de la iglesia en Haití, las Bahamas y Jamaica están asignadas a asistir principalmente a los templos en Port-au-Prince, Florida, o Panamá, aunque los miembros de la iglesia con recursos adecuados pueden asistir a cualquier templo a nivel mundial.
Con 67 000 pies cuadrados (6224,5 m²), es el templo de mayores dimensiones en América Latina y el Caribe después del templo de la Ciudad de México que cuenta con 116 642 pies cuadrados (10 836,4 m²). Ambos se encuentran entre los templo de mayor tamaño fuera de los Estados Unidos.

### Servicios
Los obreros del templo de Santo Domingo brindan servicios en los siguientes idiomas, los que se hablan comúnmente en el distrito del templo:
- Holandés
- Inglés
- Francés
- criollo haitiano
- Español

Como la mayoría de los trabajadores en este templo son dominicanos de habla hispana, los patronos que requieran servicios en un idioma que no sea el español deben notificiar al templo antes de llegar.
Adyacente al templo hay un albergue operado por la iglesia. Su intención es proporcionar alojamiento durante la noche a los patronos que asisten al templo y que no pueden regresar a sus hogares el mismo día. Una cocina y un comedor están disponibles para uso de los patronos del templo, pero el albergue no incluye una cafetería, debiendo utilizar los restaurantes y tiendas de comestibles de la localidad circundante.

## Controversia
En 2012, un investigador reveló que Ana Frank había sido bautizada por los muertos en el Templo de Santo Domingo. Ello consistía en una violación de un acuerdo en 1995 entre la iglesia y grupos judíos, en la que la iglesia ya no bautizaría póstumamente a las víctimas del Holocausto. En respuesta, la iglesia declaró que el miembro que presentó el nombre para el bautismo perdería sus privilegios de presentación y que se consideraría acciones disciplinarias adicionales.

## Pandemia 2019
El 25 de marzo de 2020 la iglesia solicitó el cierre de todos sus templos como respuesta preventiva a la Pandemia de COVID-19. En mayo de ese año la iglesia aprobó la apertura de 17 templos a nivel mundial para realizar matrimonios por personas vivas, prohibiendo para entonces todas las ceremonias a favor de ancestros fallecidos. Otros templos fueron abriendo durante el mes subsiguiente llegando a 93 templos en junio de 2020. El templo de Santo Domingo pasó a su primera fase de reapertura a fines de junio, uno de los últimos en reabrir con estas especificaciones en 2020. El único templo aún cerrado por completo a fines de 2020 fue el templo de Kiev.